# Gottifredo di Raynaldo

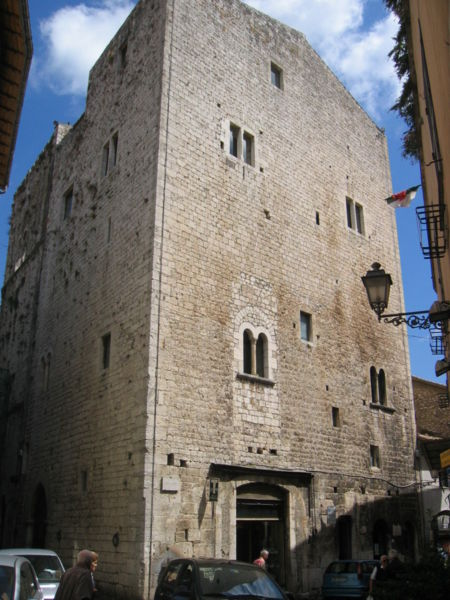
Il Palazzo del cardinale Gottifredo ad Alatri

Gottifredo di Raynaldo, anche noto come Goffredo di Raynaldo o Goffredo da Alatri (Alatri, fine XII secolo/inizio XIII secolo – Roma, 1287), è stato un cardinale italiano che ricoprì anche la carica di podestà di Alatri dal 1286 al 1287.

## Biografia
Nato da nobile famiglia, divenne canonico della Cattedrale di Alatri nel 1229. Nipote del potente cardinale Riccardo Annibaldi venne creato cardinale diacono  del titolo di San Giorgio in Velabro nel dicembre del 1261 con una bolla di papa Urbano IV. Nel 1264 curò la divisione dei beni tra il vescovo e il capitolo e dettò il nuovo Statuto Capitolare. Nel 1269 ottenne la signoria di Ceprano, dopo una serie di acquisti di terre da parte della sua famiglia che continuò negli anni successivi.
Dopo un'intensa attività durante la quale riuscì a tessere solide impalcature politiche ottenne simultaneamente quattro canonicati in varie parti d'Europa, dando vita ad uno dei feudi più potenti della zona, annoverando ingenti ricchezze.
Era presente a Bologna quando la città il 29 luglio 1278 riconobbe con atto solenne il dominio papale. In qualità di rettore (dal 1243) della chiesa alatrense di Santo Stefano, nel 1284 ne promosse l'ampliamento.
Nel 1286 venne nominato podestà di Alatri (per celebrare la sua carica, edificò nel luogo centrale della città un imponente palazzo, che resta a testimoniarne il potere).
Con l'elezione del cardinale Giacomo Savelli a papa (Onorio IV), avvenuta il 2 aprile 1285, Goffredo gli subentrò nella carica di cardinale protodiacono.
Il cardinale Gottifredo era un'importante personalità sia in campo politico che religioso. L'inventario della sua eredità, redatto il 31 maggio del 1287, indica l'abbandono della vita terrena nei primi mesi dello stesso anno, probabilmente colpito da peste.

## Attività politico-diplomatica
La sua figura è legata ai più importanti eventi della secolare lotta tra il Papa e l'Imperatore.
Il contesto è quello delle divisioni fra le famiglie nobiliari di Alatri, provocate dal contrasto tra il papato e gli ultimi Svevi: alcune parteggiavano con gli svevi, altre erano schierate con gli angioini. Partigiano di queste ultime era il cardinale Gottifredo.
Egli intesse una laboriosa azione diplomatica per conto della Santa Sede: la sua amicizia con il sovrano francese Carlo I d'Angiò, che incoronò egli stesso nel 1266, lo aiutò a comprendere le più sorprendenti mosse diplomatiche a favore del papato e contro le aspirazioni degli Hohenstaufen, contribuendo al definitivo tramonto della dinastia sveva.

## Conclavi
Durante il suo periodo di cardinalato vi furono ben otto conclavi e Goffredo da Alatri partecipò a tutti:
- Conclave del 1264-1265, che elesse papa Clemente IV
- Conclave del 1268-1271, che elesse papa Gregorio X
- Conclave del gennaio 1276, che elesse papa Innocenzo V
- Conclave del luglio 1276, che elesse papa Adriano V
- Conclave dell'autunno 1276, che elesse papa Giovanni XXI
- Conclave del 1277, che elesse papa Niccolò III
- Conclave del 1280-1281, che elesse papa Martino IV
- Conclave del 1285, che elesse papa Onorio IV